# Medaglia commemorativa della I Brigata coloniale "Elefante"
La medaglia commemorativa della I Brigata coloniale "Elefante" fu una medaglia concessa dal Regno d'Italia a tutti coloro che avessero militato nella 1ª Brigata coloniale "Elefante" dell'esercito italiano durante la Seconda guerra mondiale.

## Storia
Fu una medaglia non ufficiale rivolta ai militari della I Brigata coloniale italiana (battaglioni ascari I, VI, VIII e XVIII, e I Gruppo Artiglieria coloniale someggiata) agli ordini del colonnello Guido Pialorsi, la quale era schierata sul settore sud del fronte (area di Galla e Sidama intorno a Gimma) affidato al generale Pietro Gazzera, durante la campagna dell'Africa Orientale all'entrata in guerra dell'Italia il 10 giugno 1940.
Dopo la sconfitta dell'Amba Alagi e la cattura del duca d'Aosta, il titolo di viceré e il Governatore dell'Africa Orientale fu assunto dal generale Gazzera che, dopo la caduta di Gimma, organizzò una difesa mobile nella zona di Galla e Sidama, alla quale prese parte la I Brigata Coloniale del colonnello Pialorsi. Le sue truppe si arresero alle forze inglesi il 21 luglio 1941.

## Insegne
- La medaglia era bronzea di 30 mm di diametro riportante sul diritto un elefante smaltato di nero tenente con la proboscide una bandiera a strisce gialle e rosse con al centro un "I" nero. Dietro l'elefante, figurano delle montagne a rilievo.
- Il nastro era strisce gialle e rosse alternate.